# محلية الرهد

خريطة منطقة الرهد في السودان

محلية الرهد (بالإنجليزية: Al Rahd District) إحدى محليات ولاية القضارف، السودان.